# Special Olympics Indonesien
Special Olympics Indonesien (englisch: Special Olympics Indonesia) ist der indonesische Verband von Special Olympics International. Sein Ziel ist die Förderung von Sport für Menschen mit geistiger Beeinträchtigung und die Sensibilisierung der Gesellschaft für diese Mitmenschen. Außerdem betreut er die indonesischen Athletinnen und Athleten bei den Special Olympics Wettkämpfen.

## Geschichte
Special Olympics Indonesien wurde 1989 mit Sitz in Jakarta gegründet.

## Aktivitäten

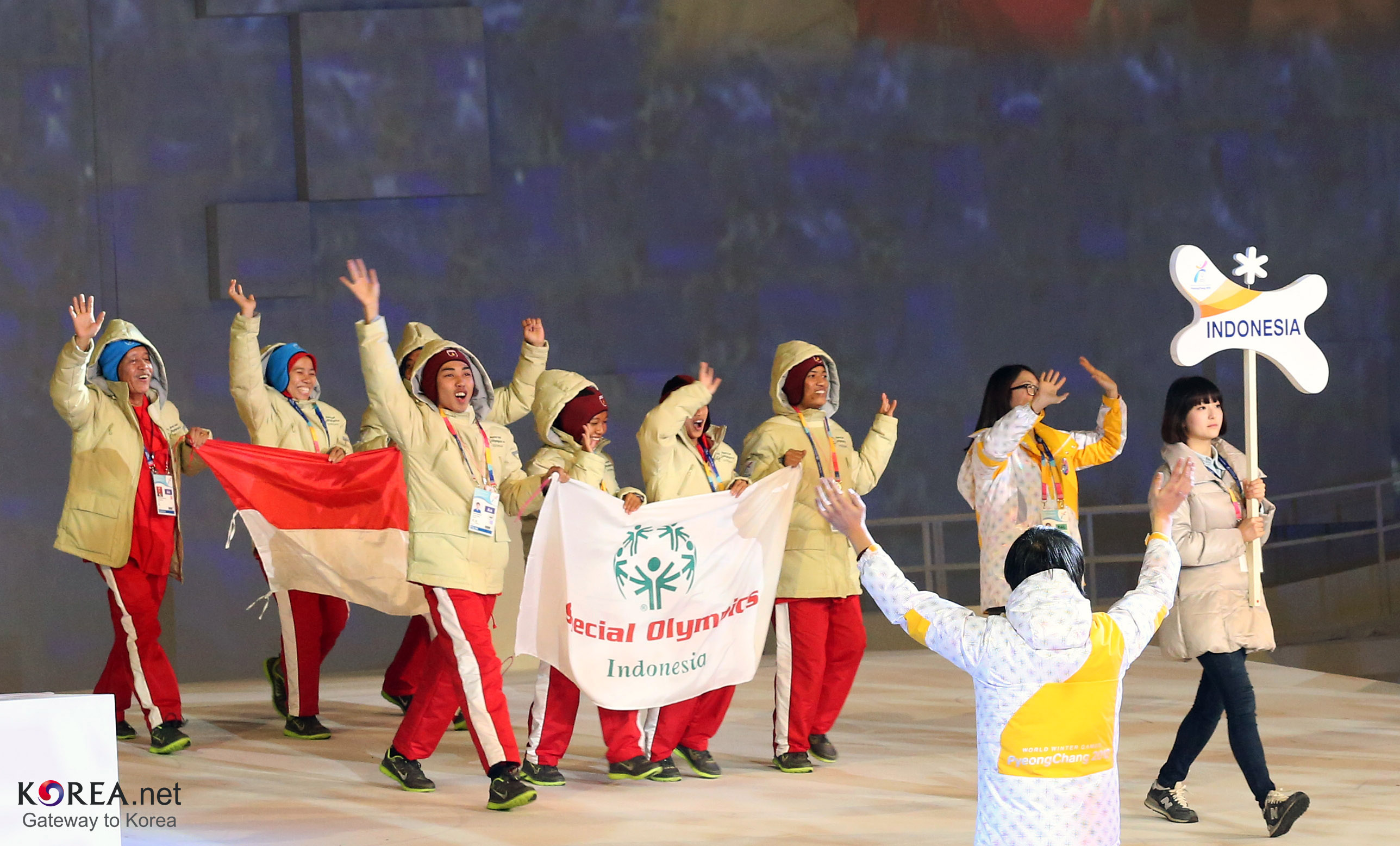
Team Special Olympics Indonesia 2013 in PyeongChang

2015 waren 121868 Athletinnen, Athleten und Unified Partner sowie 5175 Trainer bei Special Olympics Indonesien registriert.
Der Verband nahm 2017 an den Programmen Athlete Leadership, Young Athletes, Motor Activities Training Program (MATP) und Family Support Network  teil, die von Special Olympics International ins Leben gerufen worden waren.

### Sportarten
Folgende Sportarten wurden 2017 vom Verband angeboten:
- Badminton (Special Olympics)
- Basketball (Special Olympics)
- Boccia (Special Olympics)
- Fußball (Special Olympics)
- Leichtathletik (Special Olympics)
- Schwimmen (Special Olympics)
- Tischtennis (Special Olympics)
- Volleyball (Special Olympics)

### Teilnahme an Weltspielen vor 2020
(Quelle: )
- 1991 Special Olympics World Summer Games, Minnesota, USA (23 Athletinnen und Athleten)
- 1995 Special Olympics World Summer Games, North Carolina, USA (27 Athletinnen und Athleten)
- 1999 Special Olympics World Summer Games, North Carolina, USA (10 Athletinnen und Athleten)
- 2003 Special Olympics World Summer Games, Dublin, Irland (4 Athletinnen und Athleten)
- 2007 Special Olympics World Summer Games, Shanghai, China (20 Athletinnen und Athleten)
- 2009 Special Olympics World Winter Games, Boise, USA (6 Athletinnen und Athleten)
- 2011 Special Olympics World Summer Games, Athen (46 Athletinnen und Athleten)
- 2013 Special Olympics World Winter Games, PyeongChang, Südkorea (4 Athletinnen und Athleten)
- 2015 Special Olympics World Summer Games, Los Angeles, USA (41 Athletinnen und Athleten)
- 2019 Special Olympics, World Summer Games, Abu Dhabi (10 Goldmedaillen, 6 Silbermedaillen und 4 Bronzemedaillen)[2]

### Teilnahme an den Special Olympics World Summer Games 2023 in Berlin
Special Olympics Indonesien nahm an den Special Olympics World Summer Games 2023 teil. Die Delegation wurde vor den Spielen im Rahmen des Host Town Program von Wiesbaden betreut und bestand aus 22 Athletinnen und Athleten. Das Team gewann bei diesen Weltspielen zehn Gold-, fünf Silber- und acht Bronzemedaillen.

### Teilnahme an Weltspielen nach 2023
- 2025 Special Olympics World Winter Games, Turin, Italien (4 Athletinnen und Athleten)[6]

## Erfolgreiche Athletinnen und Athleten (Auswahl)
• Stephanie Handojo (Schwimmen)	